# 张德慈
张德慈（1927年4月3日—2006年3月24日），農業學家，環境學家，生物学家。植物遗传学者。

## 生平
1948年毕业于金陵大学（1952年併于南京大学）农学院，后赴美留学，先后获康乃尔大学理学硕士、明尼苏达大学哲学博士。曾任中国农村复兴联合委员会技佐-技正、菲律宾大学客座教授、海外技术合作委员会特别顾问、国际水稻研究所首席科学家。 梵蒂冈宗座科学院（Linceorum Academia）首位华裔院士，第21屆中華民國中央研究院院士、第三世界科學院院士。
2006年3月24日逝世於臺北。

## 奖项和荣誉
在亚洲推动绿色革命，解决印度、菲律宾等许多国家的粮食问题，功勋卓著。被誉为“世界水稻大王”。曾获世界环境科学最高奖泰勒奖（Tayler Environmental Prize）。

## 外部連結
- 張德慈院士與世長辭
- 永久保護世界水稻資源協議簽訂